# Arquitectura cognitiva
L'arquitectura cognitiva LIDA (Learning Intelligent Distribution Agent) és un sistema cognitiu artificial integrat que intenta modelar un ampli espectre de cognició en sistemes biològics, des de la percepció/acció de baix nivell fins al raonament d'alt nivell. Desenvolupada principalment per Stan Franklin i col·legues de la Universitat de Memphis, l'arquitectura LIDA es basa empíricament en la ciència cognitiva i la neurociència cognitiva. A més de proporcionar hipòtesis per guiar més investigacions, l'arquitectura pot donar suport a estructures de control per a agents de programari i robots. Proporcionant explicacions plausibles per a molts processos cognitius, el model conceptual LIDA també pretén com una eina amb la qual pensar sobre com funcionen les ments.
Dues hipòtesis subjacent a l'arquitectura LIDA i al seu model conceptual corresponent: 1) Gran part de la cognició humana funciona mitjançant una iteració freqüent (~10 Hz) interaccions, anomenades cicles cognitius, entre els continguts conscients, els diferents sistemes de memòria i la selecció d'accions. 2) Aquests cicles cognitius, serveixen com els "àtoms" de la cognició dels quals es componen els processos cognitius de nivell superior.

## Visió general
Tot i que no és ni simbòlic ni estrictament conexionista, LIDA és una arquitectura híbrida ja que utilitza una varietat de mecanismes computacionals, escollits per la seva plausibilitat psicològica. El cicle cognitiu LIDA està format per mòduls i processos que utilitzen aquests mecanismes.

### Mecanismes computacionals
L'arquitectura LIDA utilitza diversos mòduls dissenyats mitjançant mecanismes computacionals extrets de la "nova IA". Aquestes inclouen variants de l'arquitectura Copycat, memòria distribuïda escassa, el mecanisme d'esquema, la xarxa de comportament, i l'arquitectura de subsunció.

### Fonaments psicològics i neurobiològics
Com a arquitectura cognitiva integral, conceptual i computacional, l'arquitectura LIDA està pensada per modelar una gran part de la cognició humana. Comprèn una àmplia gamma de mòduls i processos cognitius, l'arquitectura LIDA intenta implementar i concretar una sèrie de teories psicològiques i neuropsicològiques, com ara la teoria de l'espai de treball global, cognició situada, sistemes de símbols perceptius, memòria de treball, memòria per affordances, memòria de treball a llarg termini, i l'arquitectura H-CogAff.

## Cicle cognitiu de LIDA
El cicle cognitiu LIDA es pot subdividir en tres fases: la fase de comprensió, la fase d'atenció (consciència) i la fase de selecció i aprenentatge de l'acció. Començant la fase de comprensió, els estímuls entrants activen detectors de característiques de baix nivell a la memòria sensorial. La sortida implica la memòria associativa perceptiva on els detectors de característiques de nivell superior s'alimenten a entitats més abstractes com ara objectes, categories, accions, esdeveniments, etc. La percepció resultant es trasllada a l'espai de treball on indica tant la memòria episòdica transitòria com la memòria declarativa que produeixen associacions locals. Aquestes associacions locals es combinen amb la percepció de generar un model situacional actual que és la comprensió de l'agent del que està passant en aquests moments. La fase d'atenció comença amb la formació de coalicions de les parts més destacades del model situacional actual, que després competeixen per l'atenció, és a dir, un lloc en els continguts conscients actuals. A continuació, aquests continguts conscients s'emeten globalment, iniciant la fase d'aprenentatge i selecció d'acció. Noves entitats i associacions, i el reforç de les antigues, es produeixen a mesura que l'emissió conscient arriba a les diverses formes de memòria, perceptiva, episòdica i procedimental. Paral·lelament a tot aquest aprenentatge, i utilitzant els continguts conscients, s'instanciencien possibles esquemes d'acció des de la Memòria Procedimental i s'envien a la Selecció d'Accions, on competeixen per ser la conducta seleccionada per a aquest cicle cognitiu. La conducta seleccionada activa la memòria sensoriomotora per produir un algorisme adequat per a la seva execució, que completa el cicle cognitiu.